# Murowiec
Murowiec (niem. Neufeld (Schwerin), od 1945 Próchnina) – osada w Polsce położona w województwie lubuskim, w powiecie międzyrzeckim, w gminie Przytoczna.
W latach 1975–1998 miejscowość administracyjnie należała do województwa gorzowskiego.